# دانيلا بارسونز
دانيلا بارسونز هي لاعبة كرلنغ كندية، ولدت في 29 يناير 1990 في هاليفاكس في كندا.